# Dane Zajc

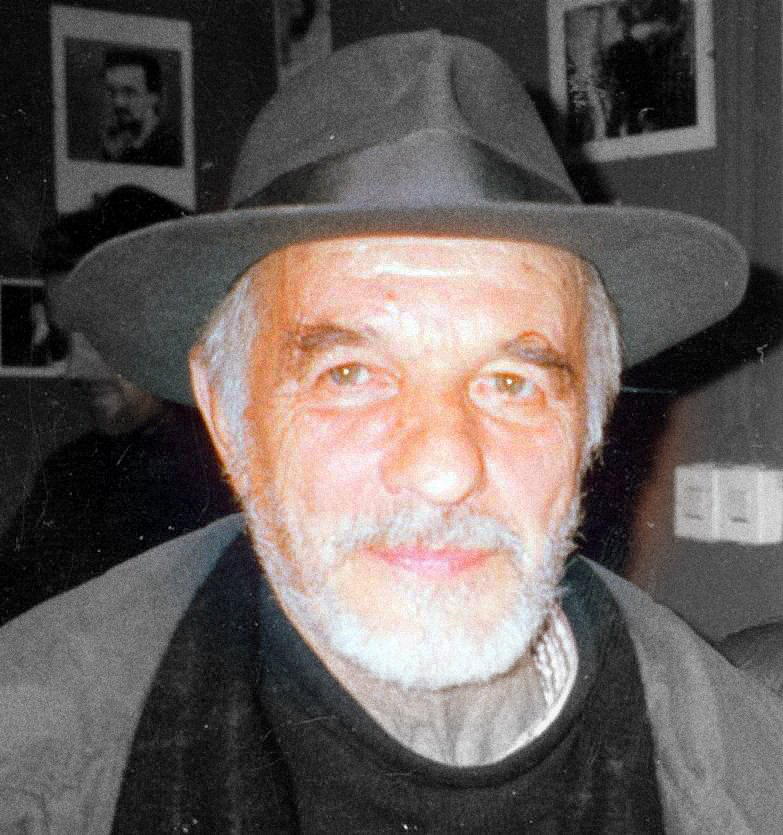
Dane Zajc.

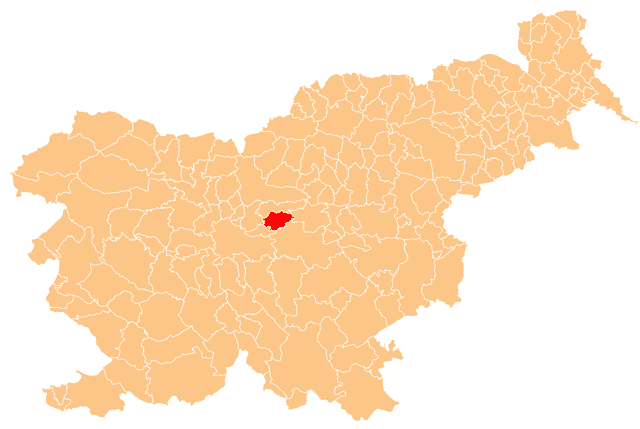
Kommunen Moravče.

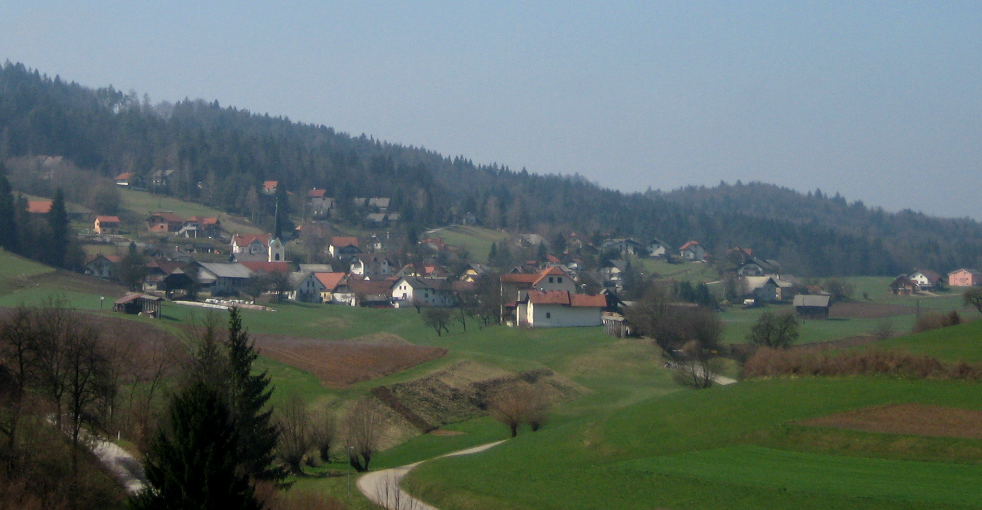
Vrhoplje.

Dane Zajc (uttal: Dane Zajc (fil)), född 26 oktober 1929 i Zgornja Javoršica, Moravče, Slovenien, Kungariket Jugoslavien, död 20 oktober 2005, var en slovensk poet och dramatiker. 
Zajc anses både av kritiker och folk i allmänhet vara en av de största nutida slovenska poeterna.

## Biografi
Zajc föddes i Zgornja Javoršica i kommunen Moravče, Slovenien och han gick även i grundskolan där men tvingades avbryta skolgången på grund av andra världskriget. Redan som barn fick han erfara krigets fasor, hans far och två bröder dog under kriget och tyskarna brände ned deras hem. Efter det flyttade familjen till Vrhpolje, Slovenien. Zajc gick i gymnasiet på flera olika platser bland annat i Ljubljana. Han blev avstängd från gymnasiet 1951 och fängslad, men fick sedan privatundervisning och avslutade gymnasiet 1958. Därefter började han arbeta på posten och från 1955 och fram till sin pension arbetade han i en bokhandel i Ljubljana.

## Verk
Zajc började skriva dikter under kriget och publicerade dem i olika tidskrifter. Efter det att han gjort en tvåårig militärtjänst startade han kulturtidskriften Revija 57 (Magasin 57) som introducerade existentialismen för allmänheten, men den blev inte långvarig.  När han försökte ge ut sin första diktsamling 1958, Požgana trava (De brända gräsen), fick han själv bekosta tryckningen eftersom den ansågs vara alltför dyster och pessimistisk. Hans andra diktsamling Jezik iz zemlje (Språket från jorden) kom 1961. I den hade Zajc tagit avstånd från de gällande politiska och estetiska förutsättningarna och skapade ett nytt språk som var avspänt och varmt men samtidigt gav det destruktiva en röst.
Efter den jugoslaviske presidentens Titos död 1980 hjälpte Zajc till att etablera månadstidskriften Nova Revija (Nytt Magasin). Tidskriften hade en intellektuell nationalistisk hållning och bidrog till att skapa ett självständigt Slovenien. Zajc deltog även i ett antal demonstrationer och protestläsningar som anordnades av slovenska författarförbundet, men också i FN:s kommission för mänskliga rättigheter. Han har fått ett antal utmärkelser bland annat Prešeren-priset för litteratur (1981). Mellan åren 1991 och 1995 var han ordförande för slovenska författarförbundet och han har även varit ledamot av Slovenska akademija znanosti in umetnosti (Slovenska akademien för vetenskap och konst).
Zajc dikter konfronterar läsaren med dennes mänsklighet. De innehåller en stark och smärtsam skrikande energi och de ger även uttryck för den sårbara människan som förlorat allt. Zajc anspelar på att vi alla är offer, men inte oskyldiga sådana utan att vi även är de som skadar andra. Han influerades under första delen av sitt liv av ryska författare som Sergej Jesenin, Aleksandr Pusjkin och Michail Lermontov för det var deras texter han som elev lärde sig utantill i skolan. Senare under sent 40-tal och tidigt 50-tal kom han i kontakt med Georg Trakl och Charles Baudelaire, men även med Anna Achmatova och Velimir Chlebnikov. Hans favoritregissörer var Luis Buñuel, Andrej Tarkovskij, Federico Fellini och Ingmar Bergman. Förutom poesi har Zajc även skrivit bland annat dramatik och barn- och ungdomsböcker. Hans verk har översatts till ett flertal språk, bland annat till svenska, engelska, tyska, serbokroatiska, makedonska, ryska, italienska, franska och kinesiska.